# Baneuil
Baneuil är en kommun i departementet Dordogne i regionen Nouvelle-Aquitaine i sydvästra Frankrike. Kommunen ligger i kantonen Lalinde som tillhör arrondissementet Bergerac. År 2022 hade Baneuil 316 invånare.

## Befolkningsutveckling
Antalet invånare i kommunen Baneuil
Referens:INSEE